# Karapancsa

Liberland Szabad Köztársaság területe horvát területen a szerbiai Karapanđa és a Felső-Dunamellék Természetvédelmi Rezervátum erdős, mocsaras területe mellett fekszik

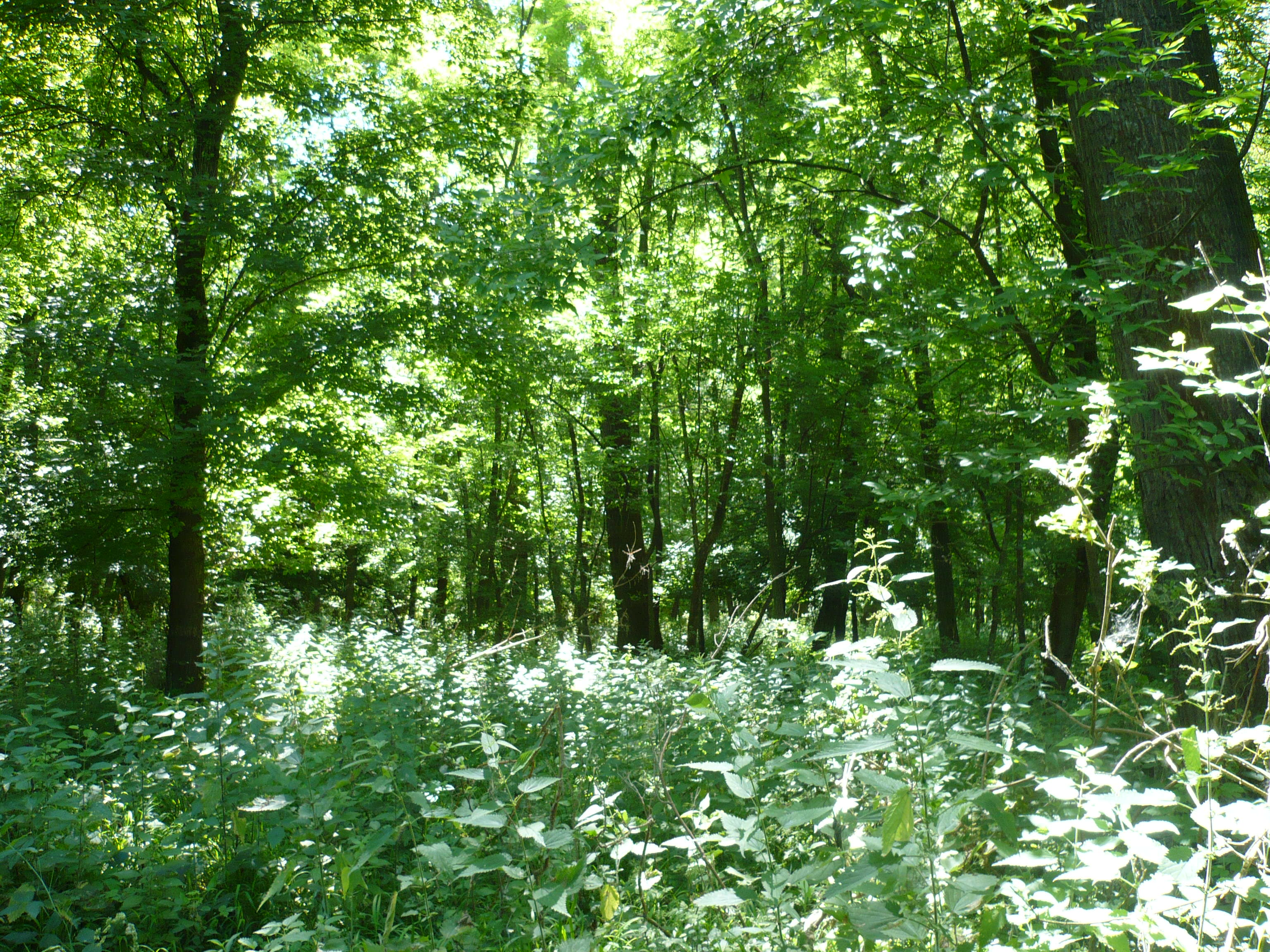
Az erdőség

A Karapancsa vagy Karapáncsa (szerbül: Karapandza area horvátul: šuma Karapandža) erdős, mocsaras terület a Mohácsi-szigeten. A vitatott hovatartozású Kengyiába is átnyúlik, magyarországi része a Duna–Dráva Nemzeti Park Béda-Karapancsa nevű 1150 hektáros egysége, ez 1997 óta a nemzetközi természetvédelmi Ramsari egyezmény  listáján szereplő terület., szerbiai része pedig a Felső-Dunamellék Természetvédelmi Rezervátum hatásköre alá esik.
A Karapancsa a  Hercegszántó – Küllőd (Szerbia) – Kiskőszeg (Horvátország) hármashatár pont körül terül el, koordináták: é. sz. 45° 55′ 15″, k. h. 18° 53′ 27″45.920725°N 18.890708°E

## Földrajz
A szerbiai Karapancsa a Duna bal partján fekszik, a Mohácsi-szigetnek nevezett tájegység déli részén. Területe 100 négyzetkilométer. A terület szinte egészét mocsarakkal szabdalt erdő borítja. Nem tévesztendő össze a Béda-Karapancsa tájegységgel ahol a bédai rész a Duna jobb partján húzódik, Mohácstól a déli országhatárig. Földrajzilag a Drávaközhöz tartozik, a karapancsai rész pedig a bal parton követi a folyót és magába foglalja a Karapancsai-halastavat. .

## Történelem

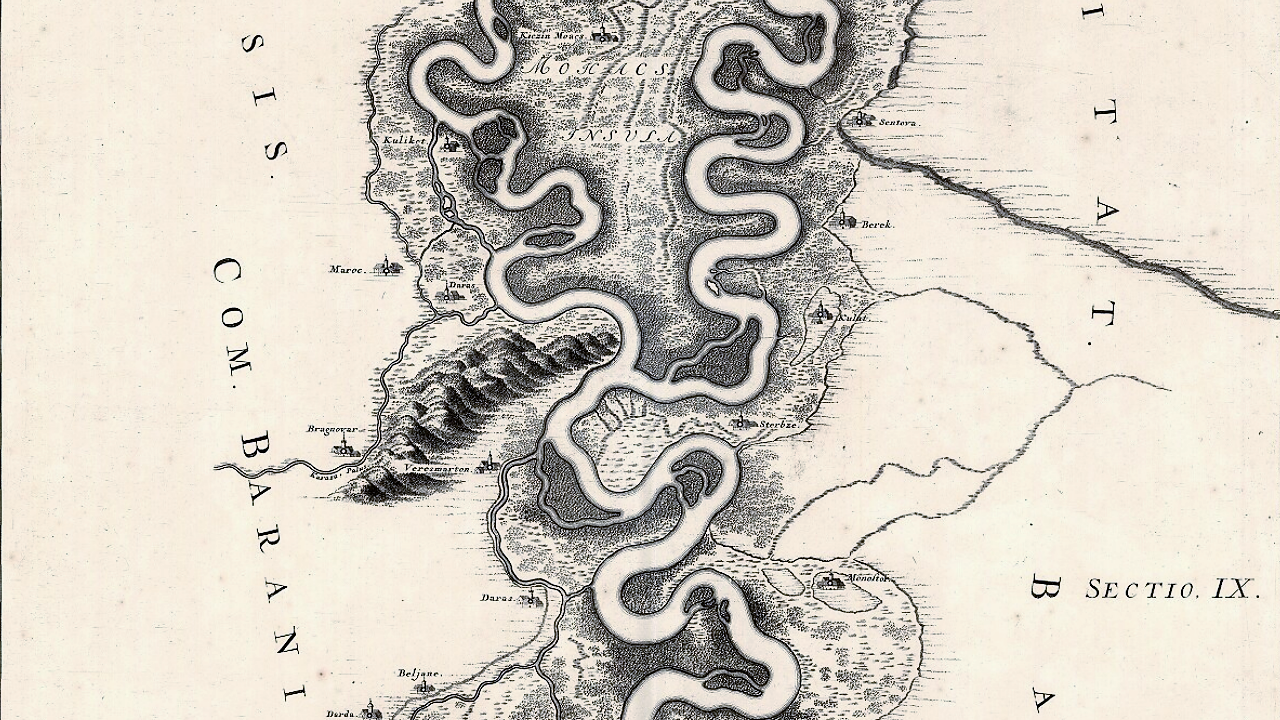
Luigi Ferdinando Marsigli térképszelvénye a Mohácsi-szigetről és a Karapancsa vidékéről, 1741

A Karapancsa igazi dunai ősdzsungel volt a török időkben. Gyakran találtak itt menedéket a török elől a környékbeliek és nem volt ritka az sem, hogy néhány környéken kóborló töröknek örökre nyoma veszett. A török eredetű Karapancsa név azokat az időket idézi, amikor a hatalmas kiterjedésű ártéri rengetegéből különös, báránybőrbe bújt maszkos "szörnyek" szálltak ladikba és rettenetes ordítozással kergették el a törököket Mohácsról (lásd: Busójárás). Ez a legenda nem állja meg a történelem próbáját, ugyanis a népszokás gazdái, a sokácok csak Mohács 1687-es felszabadulása után költöztek erre a területre. Azonban nem a busójárás az egyetlen legenda a környéken.  A helybéliek így magyarázzák a Karapancsa név eredetét: "A Karapancsa név állítólag török eredetű. És a legenda szerint abból származik, hogy amikor vonultak vissza a török seregek, akkor itt mocsárvilág volt. Teljesen el volt néptelenedve a határ a hosszú háborúk után. Akkor pánikszerűen kellett menekülni, és ezért a legenda szerint az akkori nagy vezír az úgy tudott keresztülmenni a járhatatlan mocsáron, hogy a janicsárokat beleállították ebbe az ingoványba, és kézről-kézre adták át a nagy vezírt. És a karapancsa az azt jelenti, hogy fekete karom, tehát azok az emberek meghaltak, és a mocsárból az ujjaik még sokáig kiálltak."

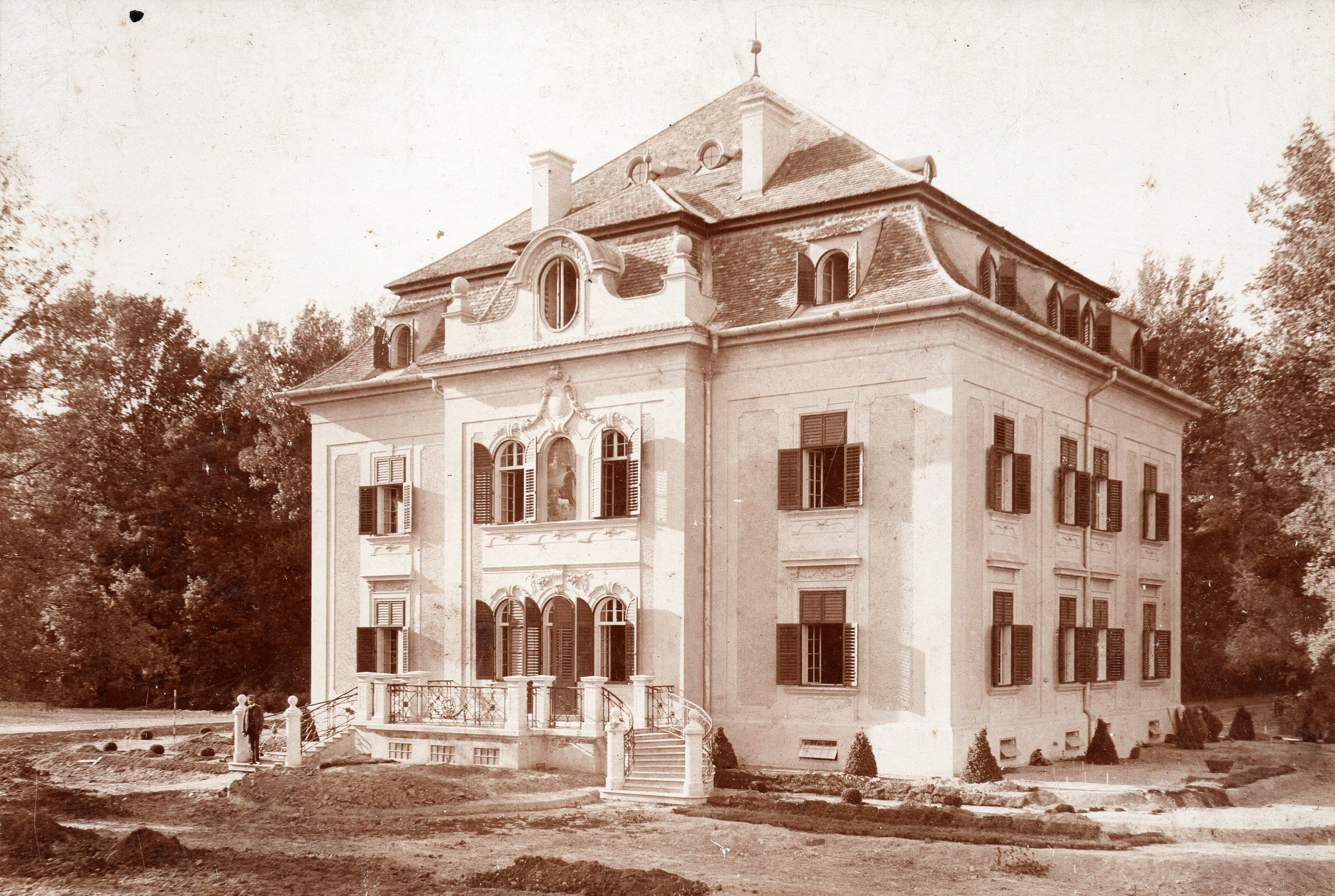
Frigyes főherceg karapancsai vadászkastélya Mohács alatt, szinte már a határszélen –a magyar-horvát-szerb határvonalak összefutásánál, magyar területen áll

Miután a török félhold lehullott Karapancsa egéről, az élet lassan visszatért a régi kerékvágásába. Ekkoriban a Mohácsi-szigetet teljes egészében a Duna - két nagyjából egyforma méretű ággal - ölelte körül. A török kiűzése után a terület a Bellyei Uradalom részeként Savoyai Jenő herceg birtokába került, melyből később a Habsburg-Lotharingiai család tescheni ágának birtokába ment át, akik a jobb parton mintagazdaságot szerveztek. A karapancsai birtokrész kissé különbözik a többitől, ugyanis a folyószabályozásoknak köszönhetően lassanként a szigetről a Duna-Tisza közére került, másrészt ez megmaradt vadászterületnek, ahol a mezőgazdaság csak igen lassan hódított teret.

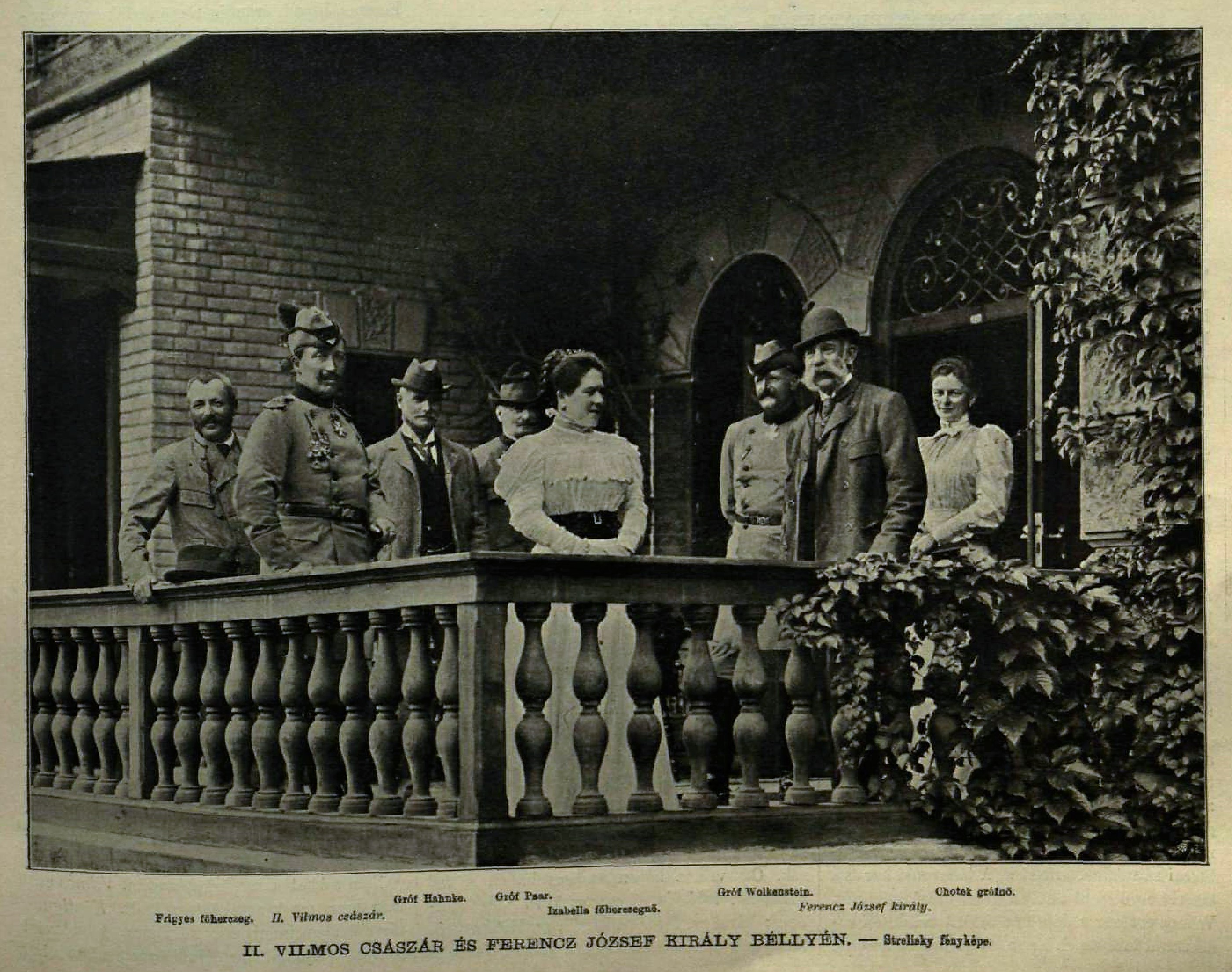
II. Vilmos császár és I. Ferenc József király Béllyén a karapancsai vadászkastélyban

Albrecht főherceg Béllyei Uradalomról több leírás is készült, ezek egyikében az alábbiak olvashatók Karapancsáról:
"Megjegyzésre méltó, hogy a karapancsai járás hajdanta fa, nád, fűtermés és kivált legeltetés tekintetében igen jövedelmező volt; a baja-bezdáni csatorna kiásatása óta azonban egészen elposványosodott s nagyrészt terméketlen vadonná változott át."
Habsburg-Tescheni Albrecht főherceg, a custozzai (1859) győző építtette fel Karapancsán a Kiskastélyt és a hozzá tartozó gazdasági épületeket. Az uradalom központja azonban mindvégig Főherceglakon (ma a horvátországi Kneževo) maradt, Dél-Baranyában. Mivel Albrecht főhercegnek nem voltak utódai, örökbe fogadta öccse fiait, akik közül a legidősebb, Frigyes örökölte a hercegi címet és vele a „Bellyei Uradalmat”. Karapancsán már ő építtette a Nagykastélyt, amely ma a Gemenc Zrt. tulajdonában álló szálló. Egykor vadászott itt Ferenc József király II. Vilmos német császárral, az itt lőtt trófeák máig megtekinthetőek (több ezer más trófeával együtt) az ausztriai Bad Ischlben álló Kaiservillában. A karapancsai kiskastélyban kialakított erdészet- és vadászattörténeti bemutatóhely nyolc termében és a hozzá kapcsolódó közlekedő helységeiben a főhercegi birtok kialakulása, a főhercegi család bemutatása, a területen végzett erdészeti, halászati, mezőgazdálkodási tevékenységek, a terület nemzetiségeinek bemutatása, a vadgazdálkodás és vadászati emlékek kiállításai kaptak helyet.Az épület előtt felállították a Bleier József fővadász által 1986-ban elejtett világrekorder gímbika szobrát.

## Természet

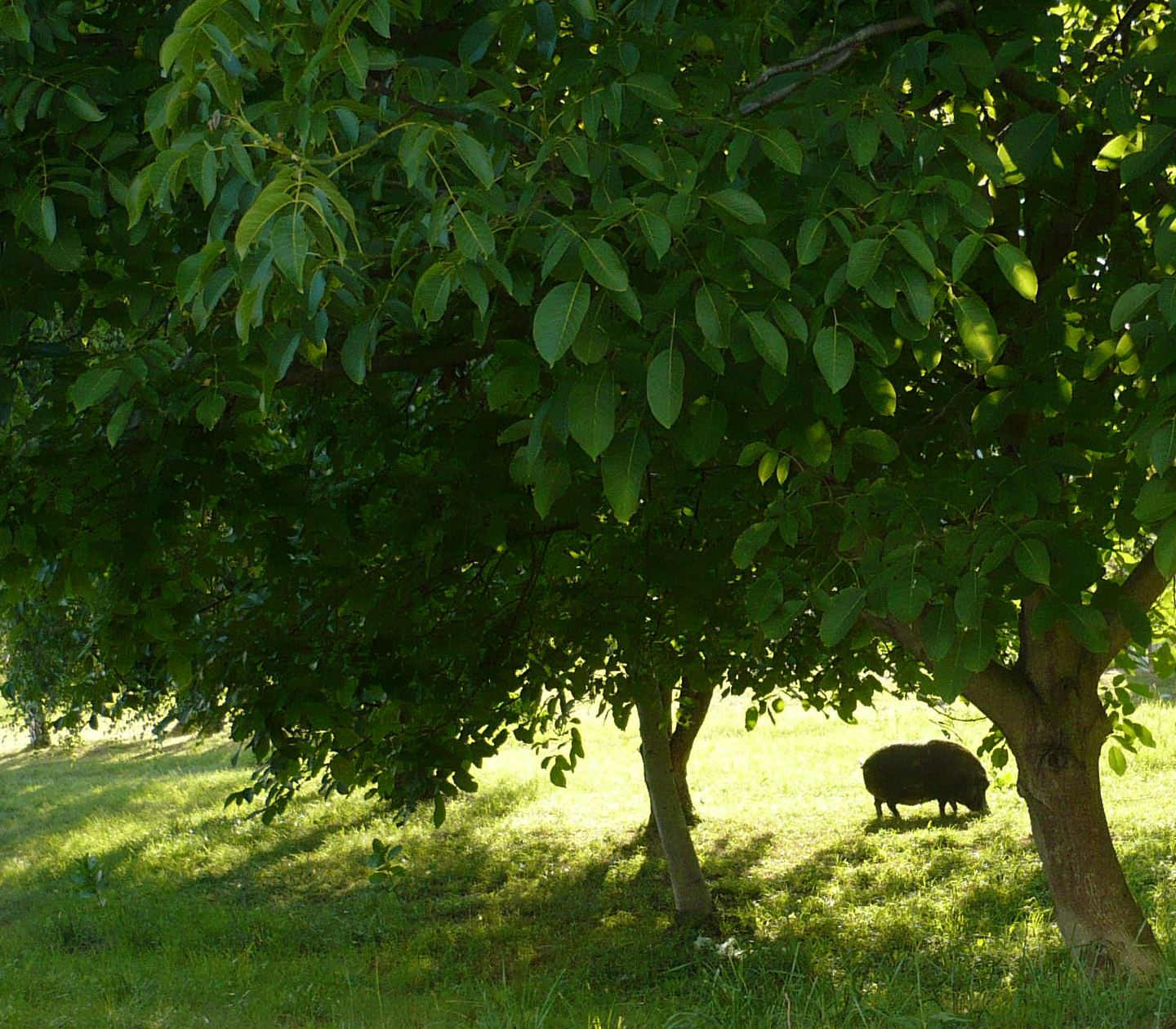
Vaddisznó az erdőben

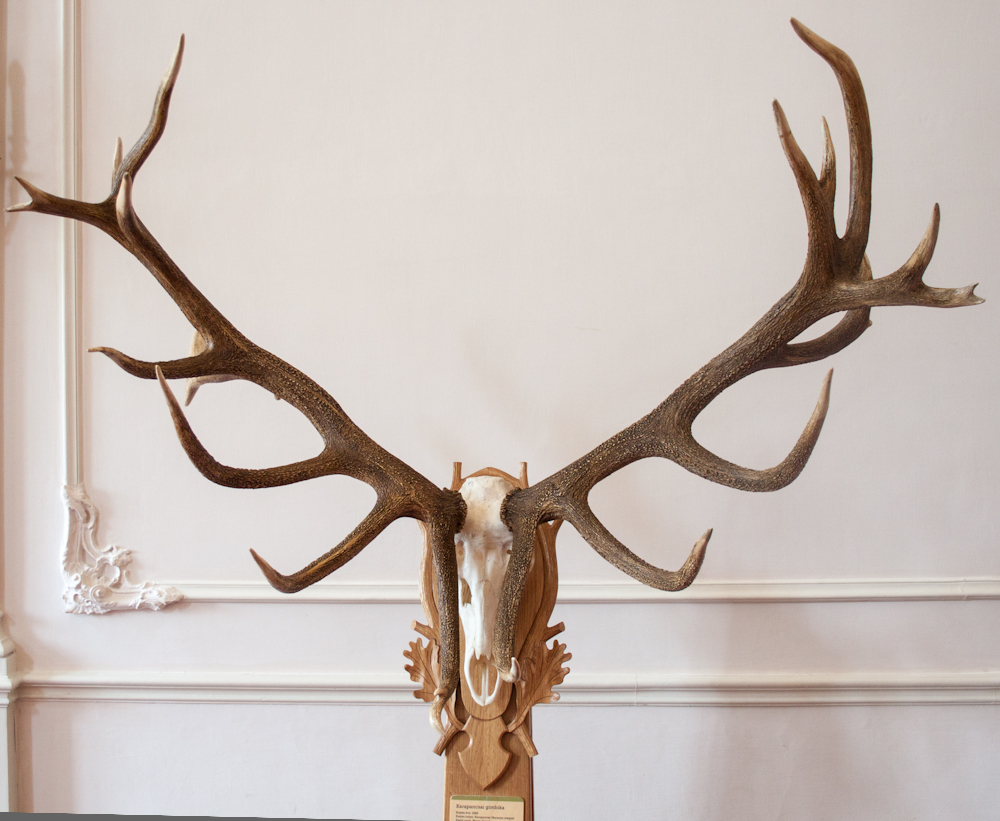
A világrekorder Karapancsai gímbika (1986) trófeája a hatvani Széchenyi Zsigmond Vadászati Múzeumban

A magyarországi részt lassan felfedezték a turisták, köszönhetően a fejlesztéseknek. A szerbiai rész ma még mindig "ősdzsungel" ,melybe csak néhány erdészeti út vezet. Karapancsa nagy része gyertyános-tölgyes erdő . Erdővel körülölelt mocsaraiban s holtágaiban hatalmas csapatokban fészkelnek a madarak. Ez egy valódi vadászparadicsom, gímszarvasból, vaddisznóból nincs hiány és néhány vadmacskát is megpillanthat az ember. A tisztásokon ritka virágok csoportjai pompáznak. A mocsárvidéknek vannak pontjai ahol talán sok-sok évtizede nem járt ember. 
A Riha-tó egy lefűződött Duna holtág, a mohácsi-szigeti Homorúd község szomszédságában található. Hidrológiai szempontból ma egy kisebb belvízgyűjtő tó. A 90 hektáros élőhely együttes természeti gazdagsága a horvátországi Kopácsi Rétéhez mérhető.
A Földvári-tó a Mohácsi-sziget más területeihez hasonlóan igen értékes vizes élőhely. Kialakulása megegyezik a tőle nyugatra található Riha-tóéval. A Duna, főmedrének lassú nyugatra vándorlásával elhagyta ezeket a területeket, amelyeket még sokáig behálóztak megmaradt holtágai. Később ezek elzáródva tóvá alakultak. További értéke, hogy a tótól keletre található Földvár-dombon máig fellelhetők a névadó ősi földvár nyomai.